# Записка 342-х учёных
Записка 342-х учёных — записка группы преподавателей Российской империи о положении и нуждах русской школы начала XX века, опубликованная в начале революционных событий 1905 года.
В начале 1905 года, одновременно с началом в Москве была составлена «Записка о нуждах просвещения», которую предполагалось огласить на несостоявшемся банкете 12 января в честь стопятидесятилетия Московского университета. В ней российские деятели образования фактически огласили свою солидарную политическую программу и взгляд на дальнейшую судьбу российского государства. Деятели науки и высшего образования, считая что народное просвещение — главный движитель социально-экономической и культурной модернизации страны, указывали на необходимость «полного и коренного преобразования современного строя России» на началах законности, политической свободы, народного представительства для осуществления законодательной власти и контроля над действиями администрации. Подписали записку 342 человека, в том числе: 16 академиков Петербургской академии наук (почти половина состава Академии), 125 профессоров и адъюнкт-профессоров, 201 приват-доцентов, преподавателей, ассистентов и лаборантов. В историю она так и вошла под названием «Записки 342-х». Записка была опубликована в газете «Наши дни» 19 января 1905 года.
В дальнейшем к этой записке присоединилось ещё около 1,5 тыс. деятелей культуры и просвещения, составивших 44 организации 39 высших учебных заведений. Президент Академии наук Великий князь Константин Константинович отреагировал с письмом, в котором обвинил академиков в том, что они «внесли в науку политику» и предложил академикам «сперва освободиться от казенного содержания, коим пользуются от порицаемого ими правительства». В ответ не менее 10 академиков заявили о своем возможном выходе из состава Академии наук; И. П. Бородин даже направил Константину Константиновичу прошение об этом. В ответном письме президенту академик Заленский указывал, что деньги дает народ, а правительство лишь распределяет их, и за особые услуги правительству он денег никогда не получал. «Это жалование, — писал академик Шахматов, — даётся не для того, чтобы мы не порицали правительство, а для того, чтобы мы работали на благо русского народа и русского государства». Среди подписантов были также: Вернадский, Тимирязев, Иван Павлов, Ольденбург, Бекетов, Александр Веселовский, Фаминцын, Ляпунов, Залеман, Кнауэр и другие видные деятели российской науки.